# カルヴィン・ボレル

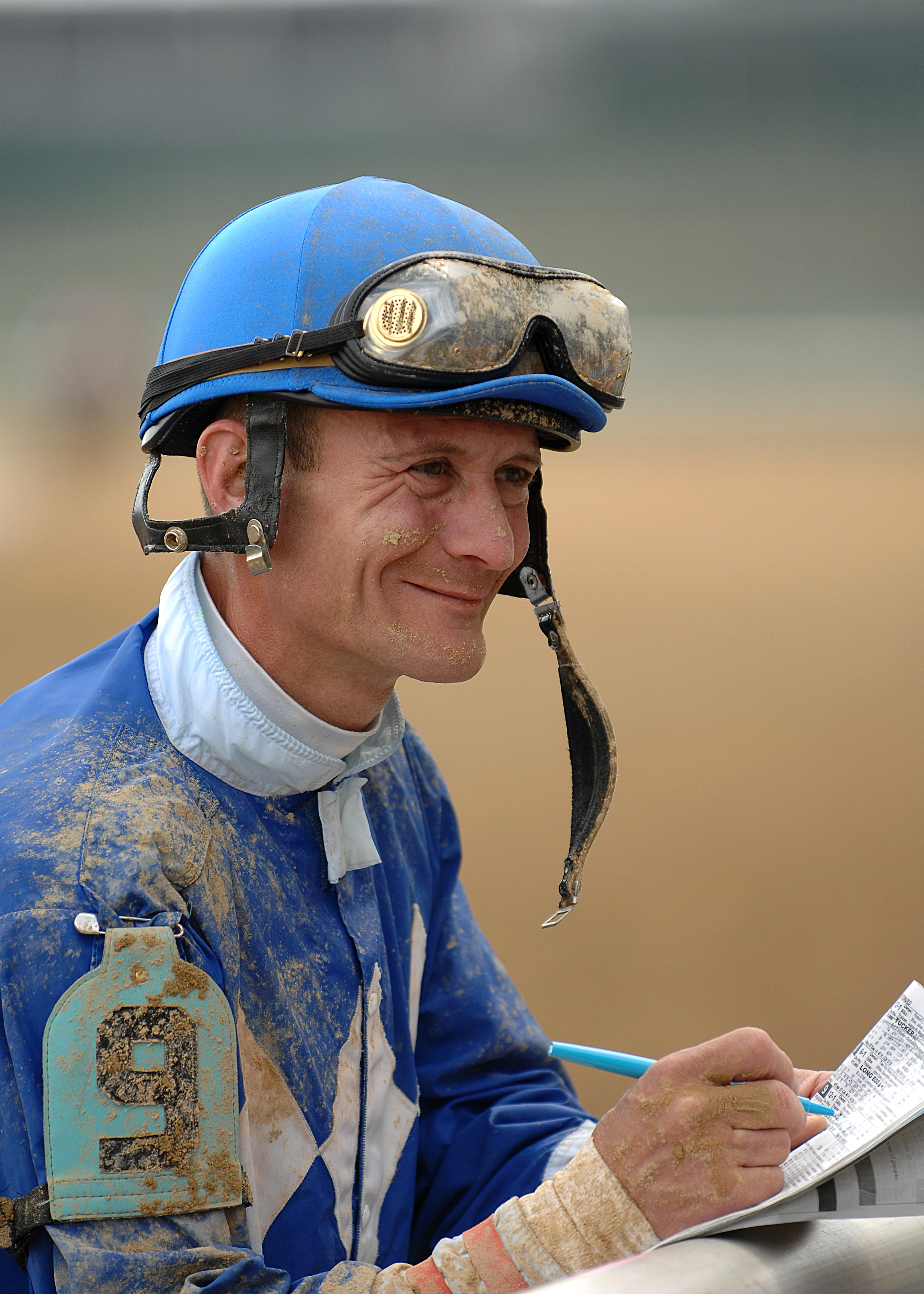
カルヴィン・ボレル（2007年5月）

カルヴィン・ボレル（Calvin H. Borel 、1966年11月7日 - ）は、アメリカ合衆国・中央部（ケンタッキー州など）を拠点に騎乗している騎手である。出生地はアメリカ合衆国・ルイジアナ州セントマーティンパリッシュで、現在はケンタッキー州ルイビル在住。兄のセシル・ボレルは調教師。名はカルビンと表記される場合もある。

## 来歴
8歳頃にルイジアナ州で初めて馬に騎乗してその際に将来騎手になることを決意し、その後1982年に16歳で騎手デビューした。
2006年、ブリーダーズカップ・ジュヴェナイルをストリートセンスに騎乗して制し、ブリーダーズカップ初勝利を挙げた。
2007年、ケンタッキーダービーをストリートセンスに騎乗して制し、アメリカクラシック三冠競走初勝利を挙げた。
2009年、ケンタッキーオークスをレイチェルアレクサンドラで、ケンタッキーダービーをマインザットバードで制し、史上7人目の同一年オークス・ダービー制覇を達成した。また、レイチェルアレクサンドラでプリークネスステークスも制したが、同一年の二冠を異なる馬で制したのは史上初となる。同年の中央競馬のワールドスーパージョッキーズシリーズに招待され、初来日した。
2010年、ケンタッキーダービーをスーパーセイヴァーに騎乗して2年連続で制す。
2016年3月30日、エージェントを務めるL.メランコンにより騎手を引退することが明らかになる。しかし、同年8月に現役復帰することになった。

## 主な騎乗馬
- グアメイガール（2001年アップルブロッサムハンデキャップ）
- シークゴールド（2006年スティーブンフォスターハンデキャップ）
- ストリートセンス（2006年ブリーダーズカップ・ジュヴェナイル、2007年ケンタッキーダービー、トラヴァーズステークス、他重賞競走3勝）
- グランクテュリエ（2007年ソードダンサーインビテーショナルハンデキャップ）
- レディージョアンヌ（2007年アラバマステークス）
- レイチェルアレクサンドラ（2009年ケンタッキーオークス、他重賞競走6勝）
- マインザットバード（2009年ケンタッキーダービー）
- スーパーセイヴァー（2010年ケンタッキーダービー）

## 不祥事
ボレルの不祥事は2度あり、1度目は2010年11月5日、BCマラソンにおけるハビエル・カステリャーノのラフプレーに対し激高、レース後ウィナーズサークルで同騎手に突っかかって観衆の前で殴り合いとなった。この様子はアメリカ国内のテレビニュースのスポーツコーナーでも放送された。2度目は2011年8月にエリスパーク競馬場のレース終了後に飲食店に一旦立ち寄った後、滞在していたホテルに自動車で帰る途中に危険な運転をしていたのを警察に発見され、職務質問とアルコール検査を行った所許容レベル超のアルコールが検出され逮捕された。ボレルは直後に釈放されレースに復帰しているが、この件に対しての処分が行われたかは不明である。